# Trichaeta chloroleuca
Trichaeta chloroleuca är en fjärilsart som beskrevs av Walker. Trichaeta chloroleuca ingår i släktet Trichaeta och familjen björnspinnare. Inga underarter finns listade i Catalogue of Life.